# Мёртвый сезон (фильм, 1975)
«Мёртвый сезон» (англ. Out of Season) — психологическая драма режиссёра Алана Бриджеса c Ванессой Редгрейв и Клиффом Робертсоном в главных ролях. Премьера фильма состоялась в Великобритании в июне 1975 года. В июле 1975 года кинокартина была показана на 25-м «Берлинском кинофестивале» в конкурсе «Золотой медведь».

## Сюжет
Джо Таннер приезжает зимним вечером в маленький отель на побережье, где не был 20 лет. Здесь живёт Энн — его бывшая любовница, владелица гостиницы. Джо хочет возобновить отношения и попутно узнать у Энн кто является отцом её дочери Джоанны. Энн врёт, что выходила ещё раз замуж и отец дочери — другой человек. У неё сложные отношения с дочерью, которая не может простить матери, что та отдала её в интернат. Они вечно ругаются, Энн называет Джоан не иначе как «стерва». Дочь решает отомстить матери и увести её ухажера. Она вечно досаждает им. И ей удаётся достичь своего, она проводит ночь с Джо.

## В ролях
| Актёр            | Роль       |
| ---------------- | ---------- |
| Ванесса Редгрейв | Энн        |
| Клифф Робертсон  | Джо Таннер |
| Сьюзан Джордж    | Джоанна    |
| Эдвард Эванс     | Чарли      |
| Фрэнк Джарвис    | Почтальон  |